# 19e étape du Tour de France 2010
Pour un article plus général, voir Tour de France 2010.
La 19e étape du Tour de France 2010 s'est déroulée le samedi 24 juillet 2010 entre Bordeaux et Pauillac. Il s'agissait d'un contre-la-montre individuel de 52 km. Elle est remportée par le Suisse Fabian Cancellara (Team Saxo Bank) en 1 heure et 56 secondes, devant les Allemands de l'équipe Team HTC-Columbia Tony Martin et Bert Grabsch. Alberto Contador finit 35e à 5 minutes et 43 secondes. Il devance Andy Schleck de 31 secondes après avoir compté quelques secondes de retard sur lui en début de parcours. Il assure ainsi sa victoire sur ce Tour de France. Le Russe Denis Menchov, 11e, prend la troisième place du classement général aux dépens de Samuel Sánchez, 40e.

## Classement de l'étape
| Classement de la 19e étape | Classement de la 19e étape | Classement de la 19e étape | Classement de la 19e étape | Classement de la 19e étape |
|                            | Coureur                    | Pays                       | Équipe                     | Temps                      |
| -------------------------- | -------------------------- | -------------------------- | -------------------------- | -------------------------- |
| 1er                        | Fabian Cancellara          | SUI                        | Team Saxo Bank             | en 1 h 0 min 56 s          |
| 2e                         | Tony Martin                | GER                        | Team HTC-Columbia          | + 17 s                     |
| 3e                         | Bert Grabsch               | GER                        | Team HTC-Columbia          | + 1 min 48 s               |
| 4e                         | Ignatas Konovalovas        | LTU                        | Cervélo TestTeam           | + 2 min 34 s               |
| 5e                         | David Zabriskie            | USA                        | Garmin-Transitions         | + 3 min 0 s                |
| 6e                         | Koos Moerenhout            | NED                        | Rabobank                   | + 3 min 3 s                |
| 7e                         | Vasil Kiryienka            | BLR                        | Caisse d'Épargne           | + 3 min 10 s               |
| 8e                         | Bradley Wiggins            | GBR                        | Team Sky                   | + 3 min 21 s               |
| 9e                         | Maarten Tjallingii         | NED                        | Rabobank                   | + 3 min 33 s               |
| 10e                        | Geraint Thomas             | GBR                        | Team Sky                   | + 3 min 38 s               |
| modifier                   |                            |                            |                            |                            |

## Classement général
| Classement général à la 19e étape | Classement général à la 19e étape | Classement général à la 19e étape | Classement général à la 19e étape | Classement général à la 19e étape |
|                                   | Coureur                           | Pays                              | Équipe                            | Temps                             |
| --------------------------------- | --------------------------------- | --------------------------------- | --------------------------------- | --------------------------------- |
| 1er                               | Alberto Contador                  | ESP                               | Astana                            | en 89 h 16 min 27 s               |
| 2e                                | Andy Schleck                      | LUX                               | Team Saxo Bank                    | + 39 s                            |
| 3e                                | Denis Menchov                     | RUS                               | Rabobank                          | + 2 min 1 s                       |
| 4e                                | Samuel Sánchez                    | ESP                               | Euskaltel-Euskadi                 | + 3 min 40 s                      |
| 5e                                | Jurgen Van den Broeck             | BEL                               | Omega Pharma-Lotto                | + 6 min 54 s                      |
| 6e                                | Robert Gesink                     | NED                               | Rabobank                          | + 9 min 41 s                      |
| 7e                                | Ryder Hesjedal                    | CAN                               | Garmin-Transitions                | + 10 min 15 s                     |
| 8e                                | Joaquim Rodríguez                 | ESP                               | Team Katusha                      | + 11 min 37 s                     |
| 9e                                | Roman Kreuziger                   | CZE                               | Liquigas-Doimo                    | + 11 min 54 s                     |
| 10e                               | Christopher Horner                | USA                               | Team RadioShack                   | + 12 min 2 s                      |
| modifier                          |                                   |                                   |                                   |                                   |

## Classements annexes

### Classement par points
| Classement par points | Classement par points | Classement par points | Classement par points | Classement par points |
| --------------------- | --------------------- | --------------------- | --------------------- | --------------------- |
|                       | Coureur               | Pays                  | Équipe                | Point(s)              |
| 1er                   | Alessandro Petacchi   | ITA                   | Lampre-Farnese        | 213 points            |
| 2e                    | Thor Hushovd          | NOR                   | Cervélo TestTeam      | 203 pts               |
| 3e                    | Mark Cavendish        | GBR                   | Team HTC-Columbia     | 197 pts               |
| modifier              |                       |                       |                       |                       |

### Classement du meilleur grimpeur
| Classement du meilleur grimpeur | Classement du meilleur grimpeur | Classement du meilleur grimpeur | Classement du meilleur grimpeur | Classement du meilleur grimpeur |
| ------------------------------- | ------------------------------- | ------------------------------- | ------------------------------- | ------------------------------- |
|                                 | Coureur                         | Pays                            | Équipe                          | Point(s)                        |
| 1er                             | Anthony Charteau                | FRA                             | BBox Bouygues Telecom           | 143 points                      |
| 2e                              | Christophe Moreau               | FRA                             | Caisse d'Épargne                | 128 pts                         |
| 3e                              | Andy Schleck                    | LUX                             | Team Saxo Bank                  | 116 pts                         |
| modifier                        |                                 |                                 |                                 |                                 |

### Classement du meilleur jeune
| Classement général du meilleur jeune | Classement général du meilleur jeune | Classement général du meilleur jeune | Classement général du meilleur jeune | Classement général du meilleur jeune |
|                                      | Coureur                              | Pays                                 | Équipe                               | Temps                                |
| ------------------------------------ | ------------------------------------ | ------------------------------------ | ------------------------------------ | ------------------------------------ |
| 1er                                  | Andy Schleck                         | LUX                                  | Team Saxo Bank                       | en 89 h 17 min 6 s                   |
| 2e                                   | Robert Gesink                        | NED                                  | Rabobank                             | + 8 min 52 s                         |
| 3e                                   | Roman Kreuziger                      | CZE                                  | Liquigas-Doimo                       | + 11 min 5 s                         |
| modifier                             |                                      |                                      |                                      |                                      |

### Classement par équipes
| Classement par équipes | Classement par équipes | Classement par équipes | Classement par équipes |
|                        | Équipe                 | Pays                   | Temps                  |
| ---------------------- | ---------------------- | ---------------------- | ---------------------- |
| 1re                    | Team RadioShack        | États-Unis             | en 267 h 55 min 0 s    |
| 2e                     | Caisse d'Épargne       | Espagne                | + 9 min 15 s           |
| 3e                     | Rabobank               | Pays-Bas               | + 27 min 49 s          |
| modifier               |                        |                        |                        |